# Nightingale (software)
Nightingale es un reproductor multimedia y explorador web totalmente libre y de código abierto. Nació como una bifurcación del reproductor Songbird debido al anuncio de los programadores de no continuar desarrollando futuras versiones para GNU/Linux. Al igual que Songbird, Nightingale está basado en la plataforma XULRunner de Mozilla con bibliotecas como GStreamer media framework y libtag que proveen de marcación de archivos multimedia y soporte para la reproducción, entre otros servicios. A diferencia de Songird, donde las distintas "máscaras" o "skins" tenían derechos de autor, los skins de Nightingale funcionan bajo licencia de software libre, específicamente las licencias GPLv2, con algunas porciones de las licencias MPL y BSD.
Actualmente Nightingale aún está en desarrollo, aunque se ha avanzado gracias a que nuevos desarrolladores se unieron al proyecto. El 15 de diciembre de 2011 se lanzó una versión preliminar basada en el código de Songbird 1.8.1.
Actualmente se encuentra en la versión 1.12 Final, lanzada el 16 de abril de 2013.

## Características
- Compatibilidad multiplataforma con GNU/Linux y Windows (x86, x86-64).
- Posibilidad de reproducir múltiples formatos de audio, como MP3, AAC, Ogg Vorbis, FLAC, Apple Lossless y WMA.
- Permite reproducir Apple FairPlay con codificación de audio en plataformas Windows y Mac a través de QuickTime (la autorización se lleva a cabo dentro de iTunes).
- Puede reproducir audio de Windows Media DRM en plataformas Windows
- Posee una interfase manipulable, pudiendo elegir entre varios Skins.
- Archivos multimedia alojados en páginas web se muestran como archivos reproducibles en Nightingale.
- Descarga de archivos MP3·
- Permite suscribir blogs MP3 como listas de reproducción.
- Permite el escaneo de archivos de audio y multimedia en el computador del usuario y los añade a una librería local.
- Una interfaz gráfica de usuario que es configurable y colapsable, similar al iTunes, además de poseer un modo de reproducción miniatura.
- Atajos de teclado y soporte para teclados multimedia.
- Integración a Last.fm vía plugin con opción de botones de Me Gusta/No me Gusta (Love/Hate).
- Permite editar y guardar metadatos.

## Add-ons

### Extensiones
Los usuarios pueden añadir características y aplicaciones instalando extensiones. Estas extensiones son similares a las que se usan en el navegador Firefox. Extensiones codificadas por la comunidad están disponibles en la página de extensiones de Nightingale Archivado el 29 de septiembre de 2020 en Wayback Machine..

### Skins
Los skins en Nightingale son llamados "feathers" (plumas), y dan al usuario la habilidad de cambiar el aspecto del reproductor por medio de una extensión, la cual genera skins por defecto. Por medio del uso de CSS (y opcionalmente XUL) y programas de manipulación de imágenes como Photoshop o GIMP, los usuarios pueden editar sus propias "plumas".